# Liste der Monuments historiques in Saint-Mandé-sur-Brédoire
Die Liste der Monuments historiques in Saint-Mandé-sur-Brédoire führt die Monuments historiques in der französischen Gemeinde Saint-Mandé-sur-Brédoire auf.

## Liste der Bauwerke
| Bezeichnung     | Beschreibung              | Standort               | Kennzeichnung | Schutzstatus | Datum | Bild           |
| --------------- | ------------------------- | ---------------------- | ------------- | ------------ | ----- | -------------- |
| Kirche St-Brice | Erbaut im 12. Jahrhundert | Rue de l’Église (Lage) | PA00105199    | Classé       | 1913  | weitere Bilder |

## Liste der Objekte
| Bezeichnung                                                                             | Beschreibung          | Standort                      | Kennzeichnung | Schutzstatus | Datum | Bild |
| --------------------------------------------------------------------------------------- | --------------------- | ----------------------------- | ------------- | ------------ | ----- | ---- |
| Glocke                                                                                  | Bronze, 1774 gegossen | in der Kirche St-Brice (Lage) | PM17000405    | Classé       | 1908  |      |
| Trauerband (Litre funéraire) der Familien Courbon, La Rochecourbon und La Rochefoucauld | um 1700               | in der Kirche St-Brice (Lage) | PM17000404    | Classé       | 1903  |      |